# Civita d'Antino
Civita d'Antino là một đô thị thuộc tỉnh L'Aquila trong vùng Abruzzo Ý. Đô thị này có diện tích 29 km², dân số 1076 người. Các làng trực thuộc: Civita d'Antino Scalo, Pero dei Santi, Curiuso, De Blasis, La Roscia, Vicenne (Mattei). Các đô thị giáp ranh gồm: Civitella Roveto, Collelongo, Luco dei Marsi, Morino, San Vincenzo Valle Roveto, Trasacco